# اچ‌ام‌اس تراشر (۱۸۹۵)
اچ‌ام‌اس تراشر (۱۸۹۵) (به انگلیسی: HMS Thrasher (1895)) یک کشتی بود که طول آن ۲۱۵ فوت (۶۶ متر) بود. این کشتی در سال ۱۸۹۵ ساخته شد.